# Euxoa nigripennis
Euxoa nigripennis là một loài bướm đêm trong họ Noctuidae.